# 拉訥山 (芒法爾阿爾卑斯山脈)
47°38′18″N 11°49′24″E / 47.63821°N 11.82331°E

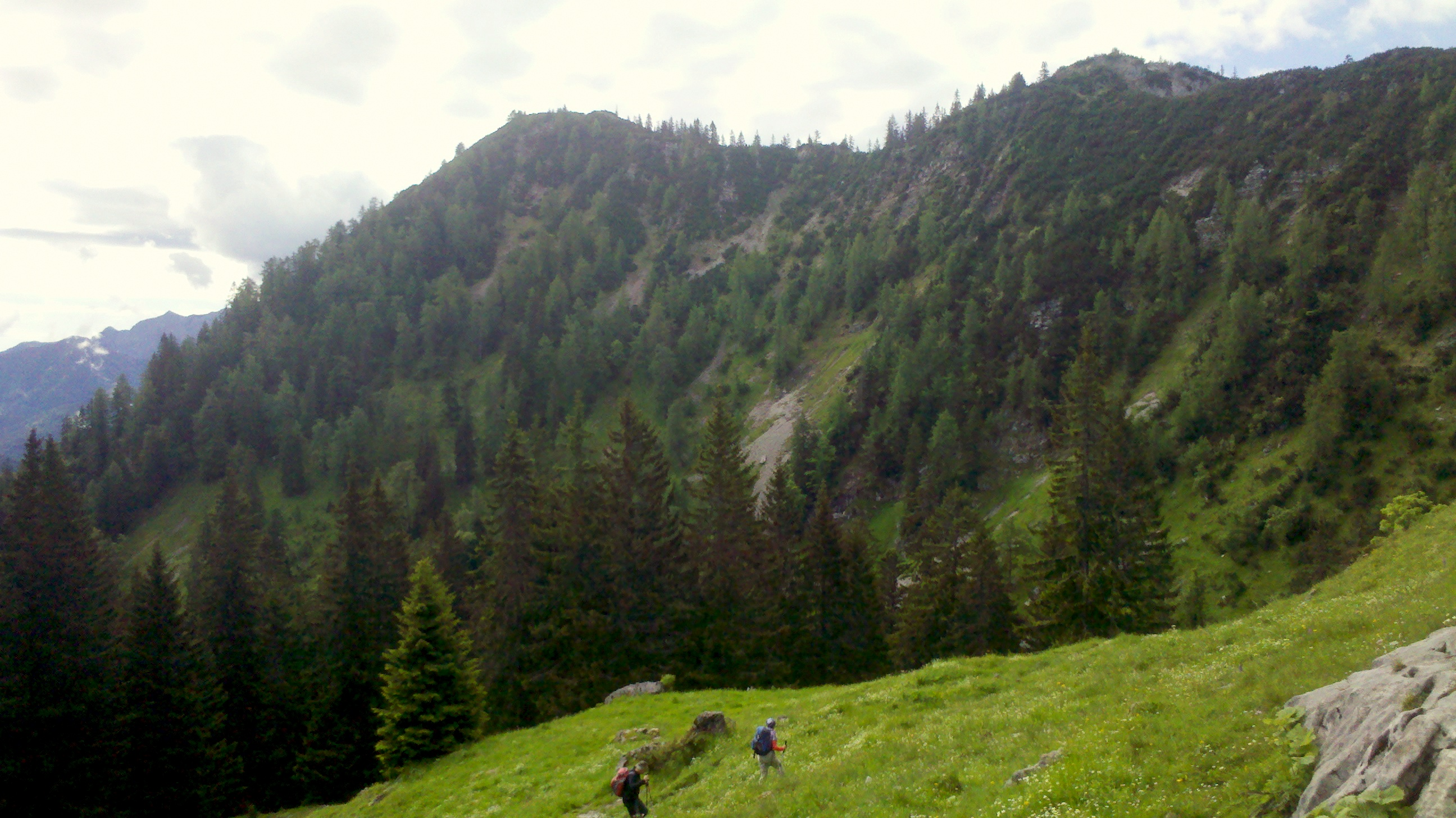

拉訥山（德語：Lahnerkopf），是德國的山峰，位於該國東南部，由巴伐利亞負責管轄，屬於巴伐利亞前阿爾卑斯山脈的一部分，距離里瑟科格爾山0.7公里，海拔高度1,621米。